# Ravenswood, az elátkozott város
A Ravenswood, az elátkozott város (eredeti cím: Ravenswood) egy amerikai természetfeletti tini dráma, misztikus thriller, televíziós sorozat, melyet I. Marlene King, Oliver Goldstick és Joseph Dougherty hozott létre. A sorozat rlőször az ABC Familyn jelent meg 2013. október 22-én, és 2014. február 4-én lett vége. Ez a Hazug csajok társaságának az első spinoffja, és a franchise második sorozata.  A Ravenswood az eredeti sorozat 4. évadának cselekményével párhuzamosan folyik. Magyarországon a Viasat 3 mutatta be 2014. május 10-től.
A Ravenswoodot a rossz értékelések miatt 2014. februárban leállították.

## Szereplők
| Szerep          | Színész              | Magyar hang            |
| --------------- | -------------------- | ---------------------- |
| Miranda Collins | Nicole Gale Anderson | Lamboni Anna           |
| Raymond Collins | Steven Cabral        | Horváth-Töreki Gergely |
| Luke Matheson   | Brett Dier           | Czető Roland           |
| Remy            | Britne Oldford       | Szabó Zselyke          |
| Olivia Matheson | Merritt Patterson    | Andrádi Zsanett        |
| Caleb Rivers    | Tyler Blackburn      | Molnár Áron            |
| Simon Beaumont  | Henry Simmons        | Bognár Tamás           |
| Dillon          | Luke Benward         | Joó Gábor              |
| Carla Grunwald  | Meg Foster           | Menszátor Magdolna     |